# Harissa
La harissa (in arabo  هريسة‎?) è una salsa piccante tipica della Tunisia, diffusa però nell'intero Maghreb.

## Descrizione
Il composto è a base di peperoncino rosso fresco e aglio, con l'aggiunta di olio d'oliva. Ha la consistenza di una pasta, simile al concentrato di pomodoro. Altri ingredienti che rientrano solitamente nella preparazione della harissa sono il coriandolo, il cumino, il carvi, o anche il pomodoro.
La harissa può essere usata sia come condimento sia come ingrediente. Conferisce un tipico aroma piccante alle portate che accompagna, che possono essere il cuscus, ma anche la pasta, le minestre, le insalate o il kebab. È spesso gustata anche come antipasto, in associazione con olive nere spezzettate e fette di pane di vario genere.
Il termine harissa deriva dalla radice harasa (pestare, ridurre a impasto, battere la carne per renderla tenera, maciullare) e potrebbe quindi essere tradotto con pesto.
È tradizionalmente preparata artigianalmente, ma è reperibile anche in commercio, sia in barattoli, sia in tubetti.